# Tłogob
Tłogob (ros. Тлогоб) – wieś w Rosji, w Dagestanie, w rejonie gunibskim. W 2010 liczyła 215 mieszkańców, głównie Awarów.